# C-SPAN
C-SPAN, съкратено от Cable-Satellite Public Affairs Network (Кабелно-сателитна мрежа за обществени дела) е американска кабелна телевизия, предаваща без прекъсване заседания на държавни органи.
Към мрежата принадележат следните станции:
- C-SPAN излъчва предавания на живо от Камарата на представителите на САЩ
- C-SPAN2 предава на живо от Сената
- C-SPAN3 предава други събития на живо
- C-SPAN радио, предаващо както собствени програми, така и звуковата писта от предавания, излъчени по C-SPAN
- Уеб страница на C-SPAN, с безплатни записи от всички предавания

Апаратната на C-SPAN се намира във Вашингтон. Архивите се намират в Уест Лафайет, Индиана.

## История
Идеята за създаването на такъв канала идва на Браян Ламб, действащия президент на C-SPAN, докато работи в списание за кабелна телевизия. C-SPAN е създаден и съществува изцяло с финансирането на индустрията на кабелната телевизия. Не получава никакво спонсориране от правителството, няма договор с правителството, не показва реклами. Стреми се към безпритрастност в подбора на заседанията, които предава.
Първото предаване на живо на C-SPAN е на 19 март 1979 и е речта на Ал Гор, тогава все още конгресмен. На 2 юни 1986 започва предаване C-SPAN2, специализирайки се изцяло върху предавания от Сената. Най-скорошното попълнение C-SPAN3 стартира на 22 януари 2001 и се специализира върху други заседания на правителството, както и архивни материали.
Радиото на C-SPAN стартира на 9 октомври 1997 и предава на 90.1 FM във Вашингтон. Насочеността му е като на телевизионните канали, а в някои случаи излъчва симултантно някой от тях.
И трите канала са достъпни за онлайн слушане чрез сайта на C-SPAN във формат Windows Media.